# Рињано сул'Арно
Рињано сул'Арно (итал. Rignano sull'Arno) је насеље у Италији у округу Фиренца, региону Тоскана.
Према процени из 2011. у насељу је живело 3343 становника. Насеље се налази на надморској висини од 135 м.

## Становништво
Према резултатима пописа становништва 2011. у општини је живело 8.600 становника.
| 1936. | 1951. | 1961. | 1971. | 1981. | 1991. | 2001. | 2011. |
| ----- | ----- | ----- | ----- | ----- | ----- | ----- | ----- |
| 6.622 | 6.441 | 6.212 | 5.332 | 5.468 | 6.359 | 7.542 | 8.600 |

## Партнерски градови
- Грос-Цимерн